# Абкайк – Даммам
Абкайк – Даммам – газопровід на сході Саудівської Аравії, який забезпечує живлення споживачів в місті Даммам.
В 1974-му проклали трубопровід від газопереробного заводу Абкайк до розташованого на узбережжі міста Даммам, яке почало перетворюватись на індустріальний центр. Він мав довжину 73 км та був виконаний в діаметрі 600 мм. Крім того, в 1974 – 1976 роках система отримала лупінги в діаметрах 1000 мм (довжина 32 км) та 600 мм (довжина 18 км).
Споживачами природного газу в Даммамі могли бути завод з виробництва азотних добрив компанії SAFCO (став до ладу ще в 1969), підприємства індустріальної зони Dammam First Industrial City (DIC-1), ТЕС Даммам (в у 1977-му до неї прокладена перемичка DEPCO-1 завдовжки 19 км з діаметром 500 мм).